# Cladh Hallan

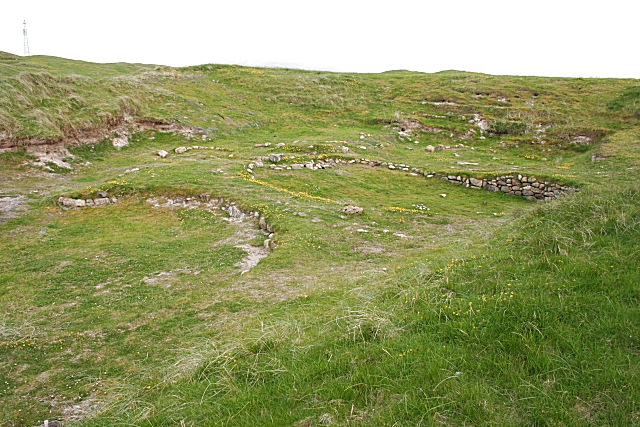
Cladh Hallan.

Cladh Hallan es un sitio arqueológico en la isla escocesa de South Uist en las Islas Hébridas Exteriores. Es el único sitio en Gran Bretaña donde se han encontrado momias prehistóricas, que son también las momias artificiales más antiguas de Europa.

## Excavación

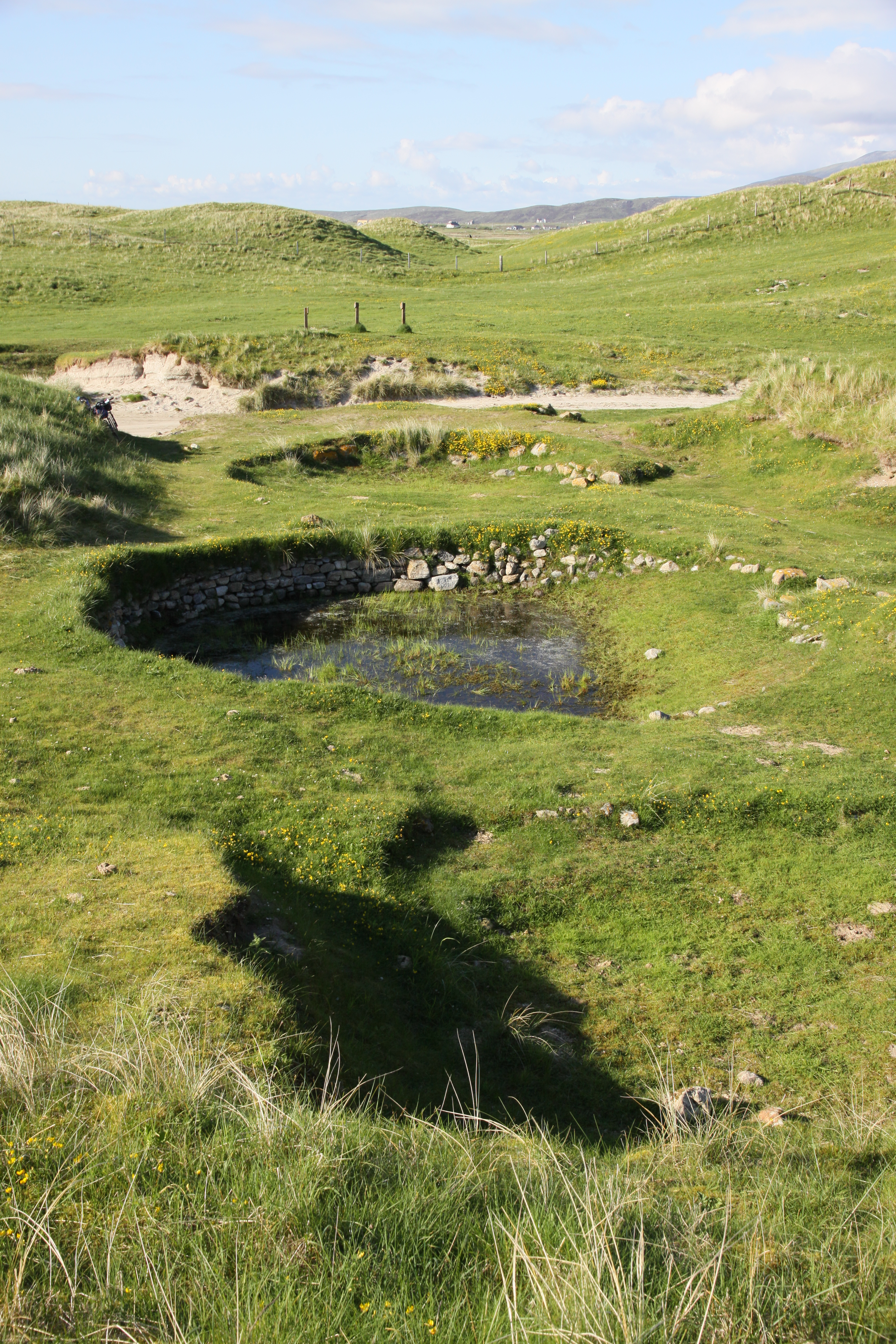
Cladh Hallan.

Entre 1988 y 2002, se excavaron tres casas redondas de la Edad del Bronce en Cladh Hallan, que pertenecían a un asentamiento con unos siete edificios. En 2001, los arqueólogos encontraron varios esqueletos humanos debajo de los pisos de dos de las casas redondas. Al principio, los investigadores no fueron conscientes de que se trataba de antiguas momias, ya que los muertos aparentemente habían recibido un entierro convencional y todos los tejidos blandos habían desaparecido. La inusualmente fuerte postura acurrucada de los cuerpos, con las rodillas a la altura de la cabeza, le recordó al excavador Mike Parker Pearson de la Universidad de Sheffield a las momias peruanas. El relativamente buen estado de conservación de los esqueletos, que todavía mantenían la posición anatómicamente correcta, también era inusual.
Los restos y otros hallazgos arqueológicos de Cladh Hallan se examinaron en laboratorios de Escocia, Inglaterra y Gales. Una vez finalizada la investigación y publicados los resultados, se transfirieron a un museo escocés. En el lugar del descubrimiento, paneles de información brindan información sobre los hallazgos de los edificios y los primeros resultados de las investigaciones científicas.<br /> Ubicación: 57° 10 ′ 18,5 " N, 7 ° 24 ′ 37,2 " W

## Hallazgos
Las tres casas excavadas formaron originalmente una unidad con muros comunes. Los pisos de las casas estaban algo hundidos en el suelo. Los muros consistían en una capa de piedra interior y exterior, el espacio entre las cuales estaba relleno de arena. La construcción de las casas comenzó hacia aproximadamente 1000 a. C.  En el proceso, las momias de varias personas, con cientos de años, la de una oveja, pero también varios niños recientemente fallecidos fueron enterrados bajo los pisos de las nuevas casas. Unas décadas más tarde, las cenizas de algunos niños incinerados fueron depositadas en la casa norte junto con vasijas de cerámica rotas y tres molinos de mano rotos. Las paredes de algunas casas se llenaron de vasijas de cerámica sin cocer. Las casas fueron demolidas varias veces, solo para ser reconstruidas a solo unos metros de distancia. Alrededor de 900 a. C. un niño fue enterrado nuevamente en la casa norte y poco después el edificio fue trasladado dos metros. La casa norte y la central se utilizaron con fines de culto durante varios cientos de años, y en ellas se depositaron vasijas de cerámica, implementos hechos de hueso y cuerno, así como entierros de animales sacrificados. Alrededor de 700 a. C. la casa norte fue abandonada, mientras que la del medio no lo fue hasta alrededor del 400 a. C., lo que la convierte en uno de los edificios en uso constante por más tiempo en la Gran Bretaña prehistórica. Las entradas de todas las casas menos una miraban al este. Todas las casas tenían un hogar central. Después del abandono de este lugar, los residentes trasladaron su asentamiento unos 300 a 400 metros hacia el norte y el sur.

## Hallazgos antropológicos

Composición de la momia masculina:
Azul: hombre de alrededor del 1600 a. C.
Amarillo: hombre alrededor de 1500-1400 a. C.
Rojo: hombre alrededor de 1440-1360 a. C.

Se recuperaron los esqueletos de varias personas de los suelos de las casas. Los esqueletos momificados de una mujer, un hombre y una oveja proceden de la casa del norte. En particular, los esqueletos de la mujer y el hombre mostraban signos de manipulación post mortem. El análisis porosimétrico del mercurio de los huesos mostró que solo fueron descompuestos débilmente por las propias bacterias del cuerpo del tracto digestivo, lo que indica una posible extirpación de los órganos internos después de la muerte.

### Niño
Un infante de 10 a 14 años, que se cree fue una niña, cuyos restos no fueron momificados, fue encontrada enterrada debajo de la casa del medio.

### Niño pequeño
Debajo del piso de la casa sur, se encontró el esqueleto de un niño originalmente momificado de aproximadamente tres años, muerto alrededor de 1400-1300 a. C.

### Hombre
El entierro de un esqueleto, finalmente compuesto por tres individuos, de un hombre de unos 20 años se encontró debajo de la casa del norte, que databa de alrededor de 1600 a. C. Este esqueleto portaba el cráneo y las vértebras cervicales de un segundo hombre fallecido hacia 1500-1400 a. C., así como la mandíbula inferior de un tercer hombre. Se cree que el entierro final del cuerpo compuesto ocurrió en el período alrededor de 1440-1260 a. C., mucho antes de que se construyeran las casas.

### Mujer
En la parte sur de la casa norte, se encontró el esqueleto de una mujer de 40 años, una edad relativamente avanzada para su época. La mujer estaba acostada sobre su lado izquierdo, mientras que los huesos del muslo izquierdo y la parte inferior de la pierna estaban enterrados fuera de la casa en un foso funerario. Después de la muerte, le quitaron dos incisivos (fórmula dental 12, 22) de la mandíbula superior y le colocaron uno en cada una de sus manos. Las manipulaciones en este esqueleto se sospecharon por primera vez después de investigaciones osteológicas más precisas y pudieron confirmarse mediante análisis de ADN de muestras de los huesos de la mandíbula inferior, el cráneo, los brazos y las piernas. Estos mostraron que este esqueleto también estaba compuesto por huesos de diferentes individuos que no estaban relacionados entre sí. El torso es el de la mujer adulta, mientras que la cabeza y la mandíbula inferior apunta osteológicamente a restos masculinos. La datación de dos huesos del esqueleto corporal resultó en una fecha promedio de 1370 a 1050 a. C., mientras que la cabeza data de alrededor de 1440-1260 a. C. El análisis de isótopos del esqueleto reveló ligeras diferencias entre el cráneo y el fémur, pero aún no era posible deducir con certeza que estos también provenían de diferentes individuos. Usando el análisis de ADN, por otro lado, era casi seguro que el cráneo, la mandíbula inferior, los huesos del muslo y los huesos del húmero provenían ciertamente de tres, pero posiblemente también de cuatro individuos diferentes.

## Interpretación
Según los hallazgos del edificio, así como los resultados de los exámenes forenses, todos estos cuerpos fueron enterrados en los pisos de tierra alrededor del año 1000 a .C., es decir, de 300 a 600 años después de las fechas de muerte de los individuos determinadas mediante datación por radiocarbono. En este momento, los esqueletos formados por diferentes individuos probablemente también se juntaron.
Los restos de los muertos indican que fueron preservados artificialmente. Según conocimientos previos, deben haber estado sumergidos en un pantano durante aproximadamente 6 a 18 meses poco después de su muerte. El tiempo que los cadáveres permanecieron en el páramo fue suficiente para que sus tejidos blandos fueran curtidos por el ácido del páramo, pero los huesos apenas se desmineralizaron. Solo los dos milímetros exteriores de la masa ósea mostraron desmineralización. Aparentemente, los cuerpos conservados de esta manera fueron luego recuperados, llevados de regreso a las áreas domésticas y almacenados en un lugar cálido y seco donde sobrevivieron los siguientes 300 a 600 años hasta su entierro final. Los cadáveres, especialmente el de la mujer, muestran una postura en cuclillas anormalmente tensa, que puede haberse logrado envolviendo y vendando. Estos cuerpos difieren de las momias del pantano comunes en dos aspectos. Primero, tras el fallecimiento fueron colocados en el pantano expresamente para su conservación, al contrario que la gran mayoría que simplemente fueron sumergidos o enterrados y se conservaron naturalmente por las características especiales del medio. Y segundo, al contrario que estas, tras su enterramiento, las momias de Cladh Hallan se descompusieron, perdiendo los tejidos blandos y esqueletizándose.

### Fondos posibles
Este complejo de hallazgos plantea numerosas preguntas que son difíciles de responder solo a partir de los hallazgos. Según la ubicación de los hallazgos, el asentamiento no solo se utilizó para el culto, sino también para fines residenciales. No se puede probar con certeza si el trato especial a los cadáveres tuvo un fin puramente cultual o si fue una forma de entierro que fue habitual durante un tiempo y limitada a aquella región. Los cuerpos no fueron enterrados posiblemente porque los fallecidos desempeñaron un papel social importante y fueron objeto de un culto a los ancestros. El reemplazo o la adición de partes individuales del cuerpo podría ser un intento de reparar partes dañadas o perdidas de la momia por el paso del tiempo. Según otras teorías, la intención de adaptar la apariencia de las momias a las corrientes cambiantes del culto o de incluir más líneas de parentesco en el culto ancestral agregándolas podría justificar la adición de otras partes al cuerpo primigenio. Lo más probable es que las momias se mantuvieran en un edificio especialmente construido. Tampoco es posible establecer si el enterramiento bajo los pisos tuvo la función de sacrificio de fundación, pero la remoción de las momias del área anterior a través de su entierro sugiere un cambio fundamental en las creencias religiosas.